# Teknikundervisning i Sverige
Teknik är ett skolämne i grundskolan i Sverige som enligt kursplanen ska syfta till att eleverna utvecklar sitt tekniska kunnande och sin tekniska medvetenhet så att de kan orientera sig och agera i en teknikintensiv värld.